# Chájesz Gerson
Chájesz Gerson (? – Nagymarton, 1789) rabbi

## Élete
Nagymartoni főrabbi, később országos főrabbi volt. Nagyatyja, Askenázy Gerson, szintén nagymartoni országos főrabbi volt. Chájesz előbb Hotzenplotzban volt rabbi s mint ilyen, Eybenschütz Jonathán altonai főrabbi híres (Sabbataj Cvi álmessiással összefüggő) perében, emellé állt. Csak rövid ideig töltötte be a nagymartoni rabbiszéket, mivel kinevezése után kilenc évvel meghalt.